# بلا ری
بلا ری (انگلیسی: Bella Reay;  ۲۳ اوت ۱۹۰۰) بازیکن سابق فوتبال اهل انگلستان بود. او بین ۱۹۱۷ تا ۱۹۱۹ بازیکن اتحادیه فوتبال انگلیس بود. او در پست فوروارد میانی برای باشگاه فوتبال بلیث اسپارتانس و تیم ملی فوتبال زنان انگلیس بازی کرد و در یک فصل ۱۳۳ گل در ۳۰ بازی بدون شکست تیمش به ثمر رساند تا جام مینشونتس را به دست آورده بود.